# Masahiro Kotaka
Pour les articles homonymes, voir Masahiro.
Masahiro Kotaka (小高 正宏, Kotaka Masahiro, né le 18 février 1960) est un haltérophile japonais.
Il remporte une médaille de bronze olympique en 1984 à Los Angeles en moins de 56 kg ainsi qu'une autre médaille de bronze aux Championnats du monde d'haltérophilie de 1984. 